# Frontière entre l'Autriche et la Tchéquie
La frontière entre l'Autriche et la Tchéquie est la frontière séparant ces deux pays, membres de l’Union européenne. C'est l'une des frontières intérieures de l'espace Schengen. 

## Municipalités frontalières et passages routiers

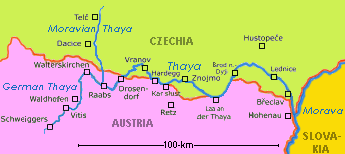
La frontière austro-tchèque (rouge) et la rivière Thaya / Dyje (bleu).

| Autriche                                            | Autriche               | Autriche                               | Autriche                             |                          | Tchéquie                          | Tchéquie                   | Tchéquie                | Tchéquie                     |
| Land                                                | District               | Commune                                | Frontière                            |                          | Frontière                         | Commune                    | District                | Région                       |
| --------------------------------------------------- | ---------------------- | -------------------------------------- | ------------------------------------ | ------------------------ | --------------------------------- | -------------------------- | ----------------------- | ---------------------------- |
| Allemagne                                           |                        |                                        |                                      |                          |                                   |                            |                         |                              |
| Commune (Autriche) ………………………………… Commune (Tchéquie) |                        |                                        |                                      |                          |                                   |                            |                         |                              |
| Oberösterreich                                      | Rohrbach               | Schwarzenberg am Böhmerwald            |                                      | B ö h m e r w a l d      |                                   | Nová Pec (Neuofen)         | Prachatice (Prachatitz) | Jihočeský (Südböhmen)        |
| Oberösterreich                                      | Rohrbach               | Klaffer am Hochficht                   |                                      | B ö h m e r w a l d      |                                   | Nová Pec (Neuofen)         | Prachatice (Prachatitz) | Jihočeský (Südböhmen)        |
| Oberösterreich                                      | Rohrbach               |                                        |                                      | B ö h m e r w a l d      | Horní Planá (Oberplan)            | Český Krumlov (Krumau)     |                         | Jihočeský (Südböhmen)        |
| Oberösterreich                                      | Rohrbach               | Ulrichsberg                            |                                      | B ö h m e r w a l d      | Horní Planá (Oberplan)            | Český Krumlov (Krumau)     |                         | Jihočeský (Südböhmen)        |
| Oberösterreich                                      | Rohrbach               | Aigen-Schlägl                          |                                      | B ö h m e r w a l d      | Horní Planá (Oberplan)            | Český Krumlov (Krumau)     |                         | Jihočeský (Südböhmen)        |
| Oberösterreich                                      | Rohrbach               | Černá v Pošumaví (Schwarzbach)         |                                      | B ö h m e r w a l d      |                                   | Český Krumlov (Krumau)     |                         | Jihočeský (Südböhmen)        |
| Oberösterreich                                      | Rohrbach               | Frymburk (Friedberg)                   |                                      | B ö h m e r w a l d      |                                   | Český Krumlov (Krumau)     |                         | Jihočeský (Südböhmen)        |
| Oberösterreich                                      | Rohrbach               | Přední Výtoň (Vorder Heuraffl)         |                                      | B ö h m e r w a l d      |                                   | Český Krumlov (Krumau)     |                         | Jihočeský (Südböhmen)        |
| Oberösterreich                                      | Rohrbach               | Sankt Oswald bei Haslach               |                                      | B ö h m e r w a l d      |                                   | Český Krumlov (Krumau)     |                         | Jihočeský (Südböhmen)        |
| Oberösterreich                                      | Rohrbach               | Lichtenau im Mühlkreis                 |                                      | B ö h m e r w a l d      |                                   | Český Krumlov (Krumau)     |                         | Jihočeský (Südböhmen)        |
| Oberösterreich                                      | Rohrbach               | St. Stefan-Afiesl                      |                                      | B ö h m e r w a l d      |                                   | Český Krumlov (Krumau)     |                         | Jihočeský (Südböhmen)        |
| Oberösterreich                                      | Urfahr-Umgebung        | Vorderweißenbach                       |                                      | B ö h m e r w a l d      |                                   | Český Krumlov (Krumau)     |                         | Jihočeský (Südböhmen)        |
| Oberösterreich                                      | Urfahr-Umgebung        | Vorderweißenbach                       | Loučovice (Kienberg)                 | B ö h m e r w a l d      |                                   | Český Krumlov (Krumau)     |                         | Jihočeský (Südböhmen)        |
| Oberösterreich                                      | Urfahr-Umgebung        | Bad Leonfelden                         |                                      | B ö h m e r w a l d      |                                   | Český Krumlov (Krumau)     |                         | Jihočeský (Südböhmen)        |
| Oberösterreich                                      | Urfahr-Umgebung        | Vyšší Brod (Hohenfurth)                |                                      | B ö h m e r w a l d      |                                   | Český Krumlov (Krumau)     |                         | Jihočeský (Südböhmen)        |
| Oberösterreich                                      | Urfahr-Umgebung        | Schenkenfelden                         |                                      | B ö h m e r w a l d      |                                   | Český Krumlov (Krumau)     |                         | Jihočeský (Südböhmen)        |
| Oberösterreich                                      | Urfahr-Umgebung        | Reichenthal                            |                                      | B ö h m e r w a l d      |                                   | Český Krumlov (Krumau)     |                         | Jihočeský (Südböhmen)        |
| Oberösterreich                                      | Freistadt              | Rainbach im Mühlkreis                  |                                      | B ö h m e r w a l d      |                                   | Český Krumlov (Krumau)     |                         | Jihočeský (Südböhmen)        |
| Oberösterreich                                      | Freistadt              | Rainbach im Mühlkreis                  | Horní Dvořiště (Oberhaid)            | B ö h m e r w a l d      |                                   | Český Krumlov (Krumau)     |                         | Jihočeský (Südböhmen)        |
| Oberösterreich                                      | Freistadt              | Leopoldschlag                          |                                      | B ö h m e r w a l d      |                                   | Český Krumlov (Krumau)     |                         | Jihočeský (Südböhmen)        |
| Oberösterreich                                      | Freistadt              | Dolní Dvořiště (Unterhaid)             |                                      | B ö h m e r w a l d      |                                   | Český Krumlov (Krumau)     |                         | Jihočeský (Südböhmen)        |
| Oberösterreich                                      | Freistadt              | M a l š e                              |                                      |                          |                                   | Český Krumlov (Krumau)     |                         | Jihočeský (Südböhmen)        |
| Oberösterreich                                      | Freistadt              | Windhaag bei Freistadt                 |                                      |                          |                                   | Český Krumlov (Krumau)     |                         | Jihočeský (Südböhmen)        |
| Oberösterreich                                      | Freistadt              | Pohorská Ves (Theresiendorf)           |                                      |                          |                                   | Český Krumlov (Krumau)     |                         | Jihočeský (Südböhmen)        |
| Oberösterreich                                      | Freistadt              | Sandl                                  |                                      |                          |                                   | Český Krumlov (Krumau)     |                         | Jihočeský (Südböhmen)        |
| Oberösterreich                                      | Freistadt              |                                        |                                      |                          |                                   | Český Krumlov (Krumau)     |                         | Jihočeský (Südböhmen)        |
| Niederösterreich                                    | Gmünd                  | Bad Großpertholz                       |                                      |                          |                                   | Český Krumlov (Krumau)     |                         | Jihočeský (Südböhmen)        |
| Niederösterreich                                    | Gmünd                  | St. Martin                             |                                      |                          |                                   | Český Krumlov (Krumau)     |                         | Jihočeský (Südböhmen)        |
| Niederösterreich                                    | Gmünd                  | Moorbad Harbach                        |                                      |                          | Horní Stropnice (Strobnitz)       | České Budějovice (Budweis) |                         | Jihočeský (Südböhmen)        |
| Niederösterreich                                    | Gmünd                  | Moorbad Harbach                        | Nové Hrady (Gratzen)                 |                          |                                   | České Budějovice (Budweis) |                         | Jihočeský (Südböhmen)        |
| Niederösterreich                                    | Gmünd                  | Unserfrau-Altweitra                    |                                      |                          |                                   | České Budějovice (Budweis) |                         | Jihočeský (Südböhmen)        |
| Niederösterreich                                    | Gmünd                  | Großdietmanns                          |                                      |                          |                                   | České Budějovice (Budweis) |                         | Jihočeský (Südböhmen)        |
| Niederösterreich                                    | Gmünd                  |                                        |                                      | České Velenice (Gratzen) | Jindřichův Hradec (Gmünd-Bahnhof) |                            |                         | Jihočeský (Südböhmen)        |
| Niederösterreich                                    | Gmünd                  | Gmünd                                  |                                      | České Velenice (Gratzen) | Jindřichův Hradec (Gmünd-Bahnhof) |                            |                         | Jihočeský (Südböhmen)        |
| Niederösterreich                                    | Gmünd                  | Nová Ves nad Lužnicí (Erdweis)         |                                      |                          | Jindřichův Hradec (Gmünd-Bahnhof) |                            |                         | Jihočeský (Südböhmen)        |
| Niederösterreich                                    | Gmünd                  | Brand-Nagelberg                        |                                      |                          | Jindřichův Hradec (Gmünd-Bahnhof) |                            |                         | Jihočeský (Südböhmen)        |
| Niederösterreich                                    | Gmünd                  | Rapšach (Rottenschachen)               |                                      |                          | Jindřichův Hradec (Gmünd-Bahnhof) |                            |                         | Jihočeský (Südböhmen)        |
| Niederösterreich                                    | Gmünd                  | Litschau                               |                                      |                          | Jindřichův Hradec (Gmünd-Bahnhof) |                            |                         | Jihočeský (Südböhmen)        |
| Niederösterreich                                    | Gmünd                  | Staňkov (Stankau)                      |                                      |                          | Jindřichův Hradec (Gmünd-Bahnhof) |                            |                         | Jihočeský (Südböhmen)        |
| Niederösterreich                                    | Gmünd                  | Haugschlag                             |                                      |                          | Jindřichův Hradec (Gmünd-Bahnhof) |                            |                         | Jihočeský (Südböhmen)        |
| Niederösterreich                                    | Gmünd                  | Nová Bystřice (Neubistritz)            |                                      |                          | Jindřichův Hradec (Gmünd-Bahnhof) |                            |                         | Jihočeský (Südböhmen)        |
| Niederösterreich                                    | Gmünd                  | Reingers                               |                                      |                          | Jindřichův Hradec (Gmünd-Bahnhof) |                            |                         | Jihočeský (Südböhmen)        |
| Niederösterreich                                    | Gmünd                  | Staré Město pod Landštejnem (Altstadt) |                                      |                          | Jindřichův Hradec (Gmünd-Bahnhof) |                            |                         | Jihočeský (Südböhmen)        |
| Niederösterreich                                    | Gmünd                  | Eggern                                 |                                      |                          | Jindřichův Hradec (Gmünd-Bahnhof) |                            |                         | Jihočeský (Südböhmen)        |
| Niederösterreich                                    | Waidhofen an der Thaya | Kautzen                                |                                      |                          | Jindřichův Hradec (Gmünd-Bahnhof) |                            |                         | Jihočeský (Südböhmen)        |
| Niederösterreich                                    | Waidhofen an der Thaya | Dobersberg                             |                                      |                          | Jindřichův Hradec (Gmünd-Bahnhof) |                            |                         | Jihočeský (Südböhmen)        |
| Niederösterreich                                    | Waidhofen an der Thaya | Slavonice (Zlabings)                   |                                      |                          | Jindřichův Hradec (Gmünd-Bahnhof) |                            |                         | Jihočeský (Südböhmen)        |
| Niederösterreich                                    | Waidhofen an der Thaya | Waldkirchen an der Thaya               |                                      |                          | Jindřichův Hradec (Gmünd-Bahnhof) |                            |                         | Jihočeský (Südböhmen)        |
| Niederösterreich                                    | Waidhofen an der Thaya | Písečné (Piesling)                     |                                      |                          | Jindřichův Hradec (Gmünd-Bahnhof) |                            |                         | Jihočeský (Südböhmen)        |
| Niederösterreich                                    | Waidhofen an der Thaya | Raabs an der Thaya                     |                                      |                          | Jindřichův Hradec (Gmünd-Bahnhof) |                            |                         | Jihočeský (Südböhmen)        |
| Niederösterreich                                    | Waidhofen an der Thaya | Županovice (Zoppanz)                   |                                      |                          | Jindřichův Hradec (Gmünd-Bahnhof) |                            |                         | Jihočeský (Südböhmen)        |
| Niederösterreich                                    | Waidhofen an der Thaya | Dešná (Döschen)                        |                                      |                          | Jindřichův Hradec (Gmünd-Bahnhof) |                            |                         | Jihočeský (Südböhmen)        |
| Niederösterreich                                    | Waidhofen an der Thaya |                                        |                                      | Vratěnín (Neuofen)       | Znaim (Znaim)                     | Jihomoravský (Südmähren)   |                         |                              |
| Niederösterreich                                    | Horn                   | Drosendorf-Zissersdorf                 |                                      | Vratěnín (Neuofen)       | Znaim (Znaim)                     | Jihomoravský (Südmähren)   |                         |                              |
| Niederösterreich                                    | Horn                   | Drosendorf-Zissersdorf                 | Stálky (Stallek)                     |                          | Znaim (Znaim)                     | Jihomoravský (Südmähren)   |                         |                              |
| Niederösterreich                                    | Horn                   | Langau                                 |                                      |                          | Znaim (Znaim)                     | Jihomoravský (Südmähren)   |                         |                              |
| Niederösterreich                                    | Horn                   | Šafov (Schaffa)                        |                                      |                          | Znaim (Znaim)                     | Jihomoravský (Südmähren)   |                         |                              |
| Niederösterreich                                    | Hollabrunn             | Hardegg                                |                                      |                          | Znaim (Znaim)                     | Jihomoravský (Südmähren)   |                         |                              |
| Niederösterreich                                    | Hollabrunn             | Hardegg                                | Podmyče (Pomitsch)                   |                          | Znaim (Znaim)                     | Jihomoravský (Südmähren)   |                         |                              |
| Niederösterreich                                    | Hollabrunn             | Hardegg                                | Vranov nad Dyjí (Frain an der Thaya) |                          | Znaim (Znaim)                     | Jihomoravský (Südmähren)   |                         |                              |
| Niederösterreich                                    | Hollabrunn             | Hardegg                                |                                      | T h a y a                | Znaim (Znaim)                     | Jihomoravský (Südmähren)   |                         | Horní Břečkov (Oberfröschau) |
| Niederösterreich                                    | Hollabrunn             | Hardegg                                | Lukov (Luggau)                       | T h a y a                | Znaim (Znaim)                     | Jihomoravský (Südmähren)   |                         |                              |
| Niederösterreich                                    | Hollabrunn             | Hardegg                                | Podmolí (Baumöhl)                    | T h a y a                | Znaim (Znaim)                     | Jihomoravský (Südmähren)   |                         |                              |
| Niederösterreich                                    | Hollabrunn             | Hardegg                                | Hnanice (Gnadlersdorf)               |                          | Znaim (Znaim)                     | Jihomoravský (Südmähren)   |                         |                              |
| Niederösterreich                                    | Hollabrunn             | Retzbach                               |                                      |                          | Znaim (Znaim)                     | Jihomoravský (Südmähren)   |                         |                              |
| Niederösterreich                                    | Hollabrunn             | Šatov (Schattau)                       |                                      |                          | Znaim (Znaim)                     | Jihomoravský (Südmähren)   |                         |                              |
| Niederösterreich                                    | Hollabrunn             | Chvalovice (Kallendorf)                |                                      |                          | Znaim (Znaim)                     | Jihomoravský (Südmähren)   |                         |                              |
| Niederösterreich                                    | Hollabrunn             | Haugsdorf                              |                                      |                          | Znaim (Znaim)                     | Jihomoravský (Südmähren)   |                         |                              |
| Niederösterreich                                    | Hollabrunn             | Dyjákovičky (Klein Tajax)              |                                      |                          | Znaim (Znaim)                     | Jihomoravský (Südmähren)   |                         |                              |
| Niederösterreich                                    | Hollabrunn             | Alberndorf im Pulkautal                |                                      |                          | Znaim (Znaim)                     | Jihomoravský (Südmähren)   |                         |                              |
| Niederösterreich                                    | Hollabrunn             | Hadres                                 |                                      |                          | Znaim (Znaim)                     | Jihomoravský (Südmähren)   |                         |                              |
| Niederösterreich                                    | Hollabrunn             | Vrbovec (Urbau)                        |                                      |                          | Znaim (Znaim)                     | Jihomoravský (Südmähren)   |                         |                              |
| Niederösterreich                                    | Hollabrunn             | Strachotice (Rausenbruck)              |                                      |                          | Znaim (Znaim)                     | Jihomoravský (Südmähren)   |                         |                              |
| Niederösterreich                                    | Hollabrunn             | Oleksovice (Gross Olkowitz)            |                                      |                          | Znaim (Znaim)                     | Jihomoravský (Südmähren)   |                         |                              |
| Niederösterreich                                    | Hollabrunn             | Seefeld-Kadolz                         |                                      |                          | Znaim (Znaim)                     | Jihomoravský (Südmähren)   |                         |                              |
| Niederösterreich                                    | Hollabrunn             | Jaroslavice (Joslowitz)                |                                      |                          | Znaim (Znaim)                     | Jihomoravský (Südmähren)   |                         |                              |
| Niederösterreich                                    | Mistelbach             | Großharras                             |                                      |                          | Znaim (Znaim)                     | Jihomoravský (Südmähren)   |                         |                              |
| Niederösterreich                                    | Mistelbach             | Großharras                             | Hrádek (Erdberg)                     |                          | Znaim (Znaim)                     | Jihomoravský (Südmähren)   |                         |                              |
| Niederösterreich                                    | Mistelbach             | Laa an der Thaya                       |                                      |                          | Znaim (Znaim)                     | Jihomoravský (Südmähren)   |                         |                              |
| Niederösterreich                                    | Mistelbach             | Dyjákovice (Groß Tajax)                |                                      |                          | Znaim (Znaim)                     | Jihomoravský (Südmähren)   |                         |                              |
| Niederösterreich                                    | Mistelbach             | Hevlín (Höflein)                       |                                      |                          | Znaim (Znaim)                     | Jihomoravský (Südmähren)   |                         |                              |
| Niederösterreich                                    | Mistelbach             | Hrabětice (Grafendorf)                 |                                      |                          | Znaim (Znaim)                     | Jihomoravský (Südmähren)   |                         |                              |
| Niederösterreich                                    | Mistelbach             | Neudorf bei Staatz                     |                                      |                          | Znaim (Znaim)                     | Jihomoravský (Südmähren)   |                         |                              |
| Niederösterreich                                    | Mistelbach             | Wildendürnbach                         |                                      |                          | Znaim (Znaim)                     | Jihomoravský (Südmähren)   |                         |                              |
| Niederösterreich                                    | Mistelbach             | Hrušovany nad Jevišovkou (Grusbach)    |                                      |                          | Znaim (Znaim)                     | Jihomoravský (Südmähren)   |                         |                              |
| Niederösterreich                                    | Mistelbach             |                                        |                                      | Nový Přerov (Neuprerau)  | Břeclav (Lundenburg)              | Jihomoravský (Südmähren)   |                         |                              |
| Niederösterreich                                    | Mistelbach             | Dobré Pole (Guttenfeld)                |                                      |                          | Břeclav (Lundenburg)              | Jihomoravský (Südmähren)   |                         |                              |
| Niederösterreich                                    | Mistelbach             | Ottenthal                              |                                      |                          | Břeclav (Lundenburg)              | Jihomoravský (Südmähren)   |                         |                              |
| Niederösterreich                                    | Mistelbach             | Březí (Bratelsbrunn)                   |                                      |                          | Břeclav (Lundenburg)              | Jihomoravský (Südmähren)   |                         |                              |
| Niederösterreich                                    | Mistelbach             | Mikulov (Nikolsburg)                   |                                      |                          | Břeclav (Lundenburg)              | Jihomoravský (Südmähren)   |                         |                              |
| Niederösterreich                                    | Mistelbach             | Drasenhofen                            |                                      |                          | Břeclav (Lundenburg)              | Jihomoravský (Südmähren)   |                         |                              |
| Niederösterreich                                    | Mistelbach             | Sedlec (Voitelsbrunn)                  |                                      |                          | Břeclav (Lundenburg)              | Jihomoravský (Südmähren)   |                         |                              |
| Niederösterreich                                    | Mistelbach             | Valtice (Feldsberg)                    |                                      |                          | Břeclav (Lundenburg)              | Jihomoravský (Südmähren)   |                         |                              |
| Niederösterreich                                    | Mistelbach             | Herrnbaumgarten                        |                                      |                          | Břeclav (Lundenburg)              | Jihomoravský (Südmähren)   |                         |                              |
| Niederösterreich                                    | Mistelbach             | Schrattenberg                          |                                      |                          | Břeclav (Lundenburg)              | Jihomoravský (Südmähren)   |                         |                              |
| Niederösterreich                                    | Mistelbach             | Bernhardsthal                          |                                      |                          | Břeclav (Lundenburg)              | Jihomoravský (Südmähren)   |                         |                              |
| Niederösterreich                                    | Mistelbach             | Břeclav (Lundenburg)                   |                                      |                          | Břeclav (Lundenburg)              | Jihomoravský (Südmähren)   |                         |                              |
| Niederösterreich                                    | Mistelbach             | T h a y a                              |                                      |                          | Břeclav (Lundenburg)              | Jihomoravský (Südmähren)   |                         |                              |
| Niederösterreich                                    | Mistelbach             | Rabensburg                             |                                      |                          | Břeclav (Lundenburg)              | Jihomoravský (Südmähren)   |                         |                              |
| Niederösterreich                                    | Mistelbach             | Lanžhot (Landshut in Mähren)           |                                      |                          | Břeclav (Lundenburg)              | Jihomoravský (Südmähren)   |                         |                              |
| Niederösterreich                                    | Mistelbach             | Hohenau an der March                   |                                      |                          | Břeclav (Lundenburg)              | Jihomoravský (Südmähren)   |                         |                              |
| Slovaquie                                           |                        |                                        |                                      |                          |                                   |                            |                         |                              |